# Look-alike
En look-alike, även stavat lookalike på svenska, är en person som medvetet sminkar, klär och beter sig som en annan person, ofta en kändis, för att efterlikna eller imitera denne. Look-alikes jobbar ofta i nöjesbranschen och fenomenet ses om en slags hyllning då kändisen ifråga ofta är en idol för dess look-alike.
Look-alikes bör inte blandas ihop med dubbelgångare, personer som från sin födelse är väldigt lika varandra, även om många look-alikes också är relativt lika de personer de försöker efterlikna, några så pass lika att de kan tas för riktiga dubbelgångare.[källa behövs]